# Limbus
A limbus (latin: perem, valaminek a széle) a katolikus teológiában a pokol tornáca illetve a pokol előcsarnokaként ismert. A limbus fogalma a középkorból származik, a teológusok úgy gondolták, hogy azoknak a lelke kerül ide, akik az eredendő bűnben haltak meg. Két fajta limbus különböztettek meg: a limbus patrumot illetve a limbus puerorumot.

## Leírása
A Limbusban nincsen a pokolra, illetve a tisztítótűzre jellemző szenvedés, ugyanakkor hiányzik az Isten színről-színre látása is. A limbus puerorum nem tartozik a Katolikus egyház dogmái közé, a limbus patrum viszont igen. 

### Limbus patrum
A limbus patrum az ősatyák limbusa. Ide az ószövetség törvénytartó izraelitái illetve a jámbor pogányok, vagyis azon igaz emberek kerültek, akik Krisztus előtt haltak meg, és a kereszthalála előtt nem juthattak be a mennybe. Jézus a kereszthalála által szabadítá ki őket, a magyar köznyelv ezt nevezi helytelenül pokolra szállásnak, helyesen a pokol tornácára szállásról van szó. Jézus kiszabadítván őket a Limbus patrum üres lett. A katolikus tanítás szerint amikor Jézus Ábrahám kebeléről beszél a gazdag ember és a szegény Lázár történetében, akkor e helyről volt szó.

### Limbus puerorum
A limbus puerorum a gyermekek limbusa. Ide kerülnek azok a gyermekek, akik haláluk előtt nem részesültek a keresztségben, ezért terhelte őket az eredendő bűn.
XVI. Benedek pápa 2007-ben engedélyezte hogy egy szentszéki jelentés napvilágot lásson, arra hivatkozva, hogy Isten mindenkit szeretne részesíteni az üdvösségben, így az ártatlan gyermekeket is. Ugyanakkor Benedek pápa hangsúlyozta, hogy ez nem jelenti a limbus puerorum eltörlését. A limbus puerorum létezésébe vetett hit egy szabadon, bárki katolikus által tartható álláspont, mint ahogyan az is, ha valaki nem hisz a létezésében. (Katolikus szempontból amíg az adott tárgyban nincsen dogmaszintű kijelentés, addig az észszerűség határain belül minden álláspont tartható és vallható.)